# Naoki Naito
Naoki Naito (内藤 直樹 Naito Naoki?), född 30 maj 1968 i Shizuoka prefektur, är en japansk före detta fotbollsspelare.
Naito började sin karriär 1991 i Hitachi. Efter Hitachi spelade han för Shimizu S-Pulse, Sanfrecce Hiroshima och Vissel Kobe. Han avslutade karriären 1998.